# Charles Wynford Parsons
Charles Wynford Parsons (* 22. Juli 1901 in Swansea; † 26. August 1950 in Birmingham) war ein britischer Zoologe und langjähriger Dozent an der University of Glasgow.

## Leben
Parsons hatte zwischen 1920 und 1924 am St John’s College in Cambridge studiert, bevor er zunächst als Assistenzprofessor, später als außerordentlicher Professor an der Fakultät für Zoologie der University of Glasgow tätig war. Diese Funktion übte er bis zu seinem Tod aus.
Nachdem Parsons zunächst Studien an Amöben durchgeführt und hierzu 1926 eine wissenschaftliche Arbeit veröffentlicht hatte, wechselte er unter dem Einfluss des Institutsleiters John Graham Kerr das Fachgebiet und leistete fortan Forschungsbeiträge im Bereich der Morphologie und Embryologie von Wirbeltieren. In einer seiner ersten Arbeiten beschäftigte er sich mit vergleichenden Studien zum Blutgefäßsystem bei Fischen.

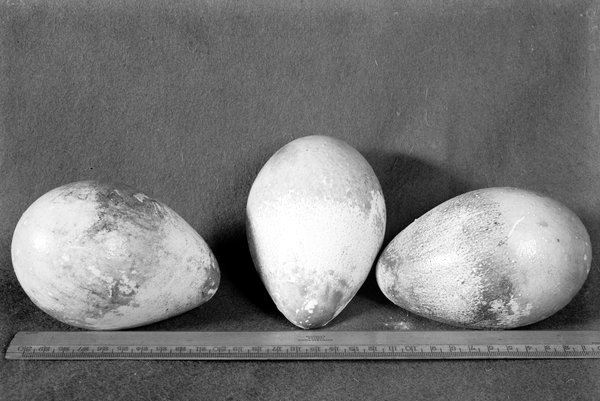
Die drei von Edward Wilson, Henry Bowers und Apsley Cherry-Garrard 1911 am Kap Crozier eingesammelten Kaiserpinguin-Eier

1932 bekam Parsons Gelegenheit, Untersuchungen an Embryonen von Kaiserpinguinen durchzuführen. Diese stammten aus Eiern, die Teilnehmer der Discovery-Expedition unter der Leitung des Polarforschers Robert Falcon Scott rund 30 Jahre zuvor am Kap Crozier eingesammelt hatten. 1934 folgte die Veröffentlichung der Ergebnisse embryologischer Studien des Zoologen James Cossar Ewart von der University of Edinburgh mittels angebrüteter Kaiserpinguin-Eier, die Edward Wilson, Henry Bowers und Apsley Cherry-Garrard bei Scotts Terra-Nova-Expedition während ihres Wintermarsches von Juli bis August 1911 gleichfalls vom Kap Crozier mitgebracht hatten. Ewart hatte keine Homologie in der Embryonalentwicklung des Gefieders von Vögeln und des Schuppenpanzers von Reptilien feststellen können, womit der erhoffte Nachweis eines gemeinsamen Vorfahren in der Evolution beider Tierklassen ausblieb. Parsons schlussfolgerte, dass die unter Lebensgefahr der beteiligten Polarforscher mühsam beschafften Kaiserpinguin-Eier „nicht sehr viel zum Verständnis über die Embryologie von Pinguinen beigetragen haben.“
Neben seiner Forschungstätigkeit hatte Parsons an der University of Glasgow administrative und ehrenamtliche Funktionen. Er war im Rang eines Majors einer Artillerieeinheit Angehöriger des University Officers’ Training Corps, einer Heeresabteilung der British Army zur Rekrutierung von Soldaten aus höheren Bildungsschichten. Darüber hinaus gehörte er dem Universitätssenat an und bekleidete dreimal das Amt des Dekans der Fakultät für Zoologie. Ferner war Parsons unter anderem Mitglied der Royal Society of Edinburgh und wurde 1933 in deren Führungsgremium berufen.
Bei seinem Tod hinterließ Parsons seine Ehefrau und vier gemeinsame Kinder.